# Friedrich von Hausegger

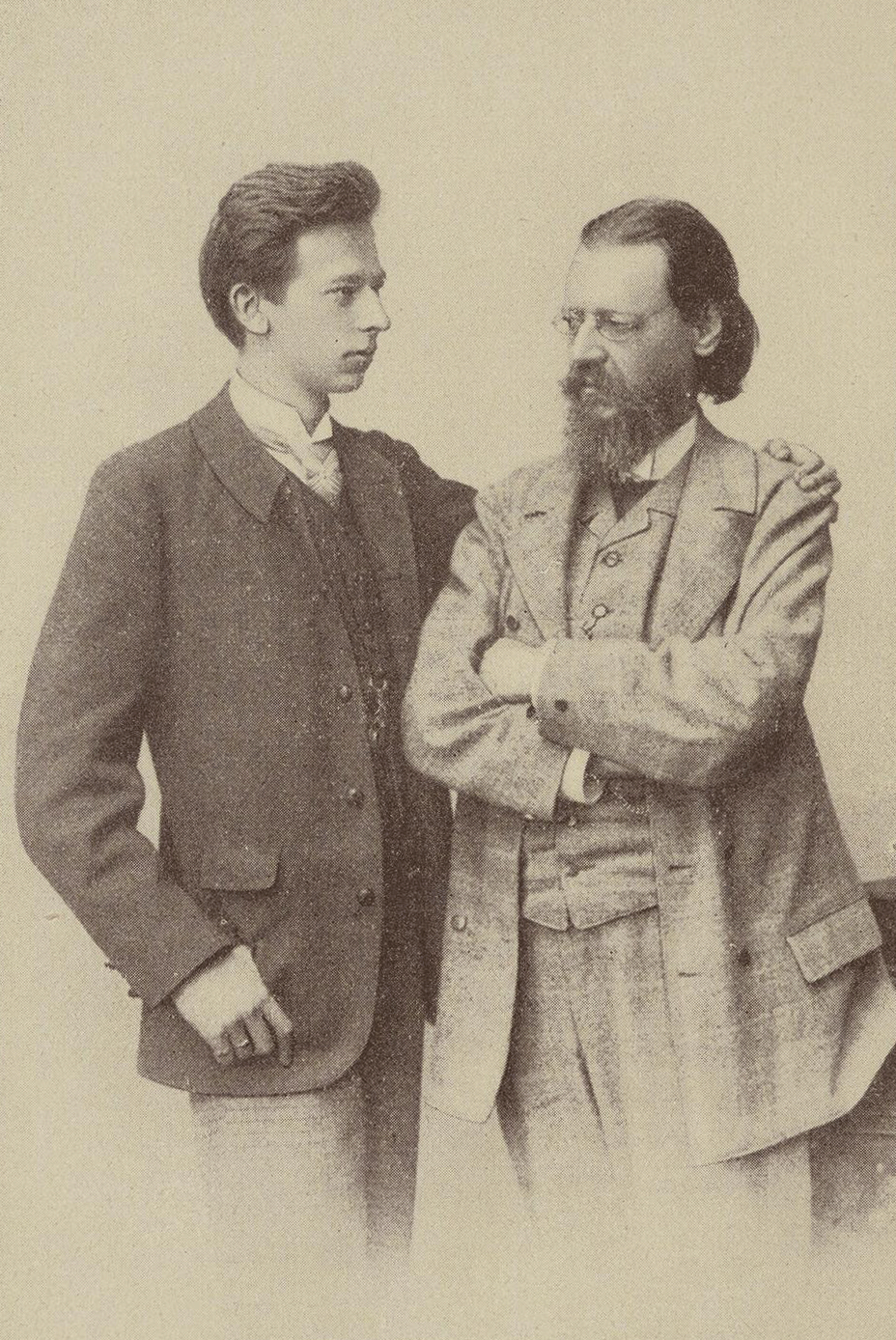
Friedrich von Hausegger (rechts) und sein Sohn Siegmund von Hausegger

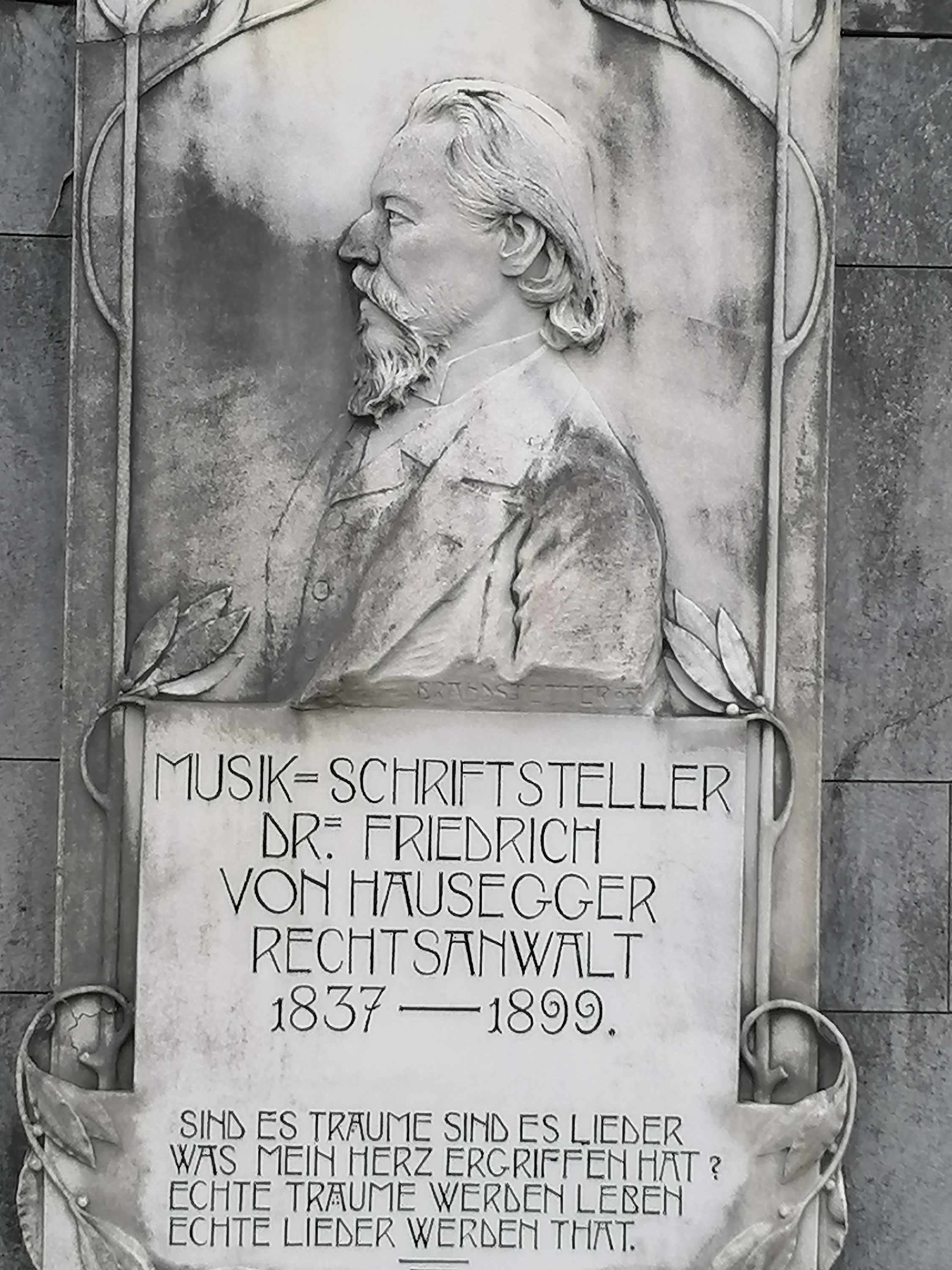
Grabmal auf dem St.-Peter-Stadtfriedhof in Graz

Friedrich von Hausegger (* 26. April 1837 in St. Andrä; † 23. Februar 1899 in Graz) war ein österreichischer Musikwissenschaftler und Musikschriftsteller. Sein Sohn war der Dirigent und Komponist Siegmund von Hausegger, sein Enkel der Violinist Friedrich von Hausegger.

## Leben und Werk
Friedrich von Hausegger erhielt seine musikalische Schulung bei Karl Gottfried Salzmann und Felix Otto Dessoff. Er studierte Jura und war bereits Hof- und Gerichtsadvokat in Graz, als er sich 1872 für Geschichte und Theorie der Musik an der Universität Graz habilitierte.
Seine Schrift „Die Musik als Ausdruck“ (Wien 1885, 1887) gilt als ursprüngliche Begründung der spezifisch neuromantischen Musikästhetik und stellt den Gegenpol zu Eduard Hanslicks Darstellung „Vom Musikalisch-Schönen“ dar. Außerdem schrieb er „Richard Wagner und Schopenhauer“ (Leipzig 1878, 1892), „Das Jenseits des Künstlers“ (Wien 1893), „Die Anfänge der Harmonie“ (Charlottenburg 1895), „Die künstlerische Persönlichkeit“ (Wien 1897), „Gedanken eines Schauenden“ (Gesammelte Aufsätze, herausgegeben von seinem Sohn Siegmund von Hausegger) und „Unsere deutschen Meister Bach, Mozart, Beethoven, Wagner“ (herausgegeben von R. Louis, München 1901).